# Силва Перейра, Жуан Педру да
Жуа́н Пе́дру да Си́лва Пере́йра (порт. João Pedro da Silva Pereira; род. 25 февраля 1984[…], Лиссабон), более известный как Жуан Перейра (порт. João Pereira) — португальский футболист и футбольный тренер.

## Карьера
24 мая 2012 года Жуан Перейра перешёл в клуб «Валенсия», заплативший за трансфер защитника 3,6 млн евро. Контракт был подписан на 3 года с возможностью продления ещё на один год.
29 января 2015 года Перейра перешёл в немецкий клуб «Ганновер 96», подписав контракт до конца сезона. 13 июля 2015 года Перейра вернулся в лиссабонский «Спортинг».

### Тренерская карьера
11 ноября 2024 года Перейра был официально представлен в качестве главного тренера «Спортинга» с контрактом до июня 2027 года после ухода Рубена Аморима в «Манчестер Юнайтед».

## Достижения
- Чемпион Португалии: 2004/05, 2020/21
- Обладатель Кубка Португалии: 2003/04
- Обладатель Суперкубка Португалии: 2005, 2015
- Обладатель Кубка Турции: 2019/20